# Fundação Claude Monet
A Fundação Claude Monet é uma organização sem fins lucrativos que administra e preserva a casa e os jardins de Claude Monet em Giverny, França. Com um total de 530.000 visitantes em 2010, é o segundo local turístico mais visitado na Normandia depois do Mont Saint-Michel. A casa e os jardins, onde Monet viveu e pintou por 43 anos, foram reconhecidos como uma das Maisons des Illustres e um Jardin Remarquable, premiando suas excelentes qualidades. A propriedade foi classificada como monumento histórico em 1976.
As pinturas de Monet sobre os jardins e os locais onde os nenúfares e o lago, ponte e salgueiro acompanhante são exibidos em dezenas de grandes coleções.

## História
Claude Monet viveu e pintou em Giverny desde 1883 até sua morte em 1926, e dirigiu a reforma da casa, mantendo suas paredes pintadas de rosa. Cores da paleta do próprio pintor foram usadas para o interior - verde para as portas e persianas, amarelo na sala de jantar, completo com gravuras japonesas dos séculos XVIII e XIX e azul na cozinha. Monet desviou parcialmente o rio Epte para os jardins e contratou até sete jardineiros para cuidar dele. Monet se inspirou nos jardins e acreditava que era importante cercar-se da natureza e pintar ao ar livre.
Quando Monet morreu em 1926, toda a propriedade foi passada para seu filho Michel. Como ele nunca passou algum tempo em Giverny, ficou a cargo de Blanche Hoschedé Monet, filha de Alice e viúva de Jean Monet, cuidar do jardim com a ajuda do ex-jardineiro Louis Lebret. Depois que Blanche morreu em 1947, o jardim foi deixado sem tratamento. 

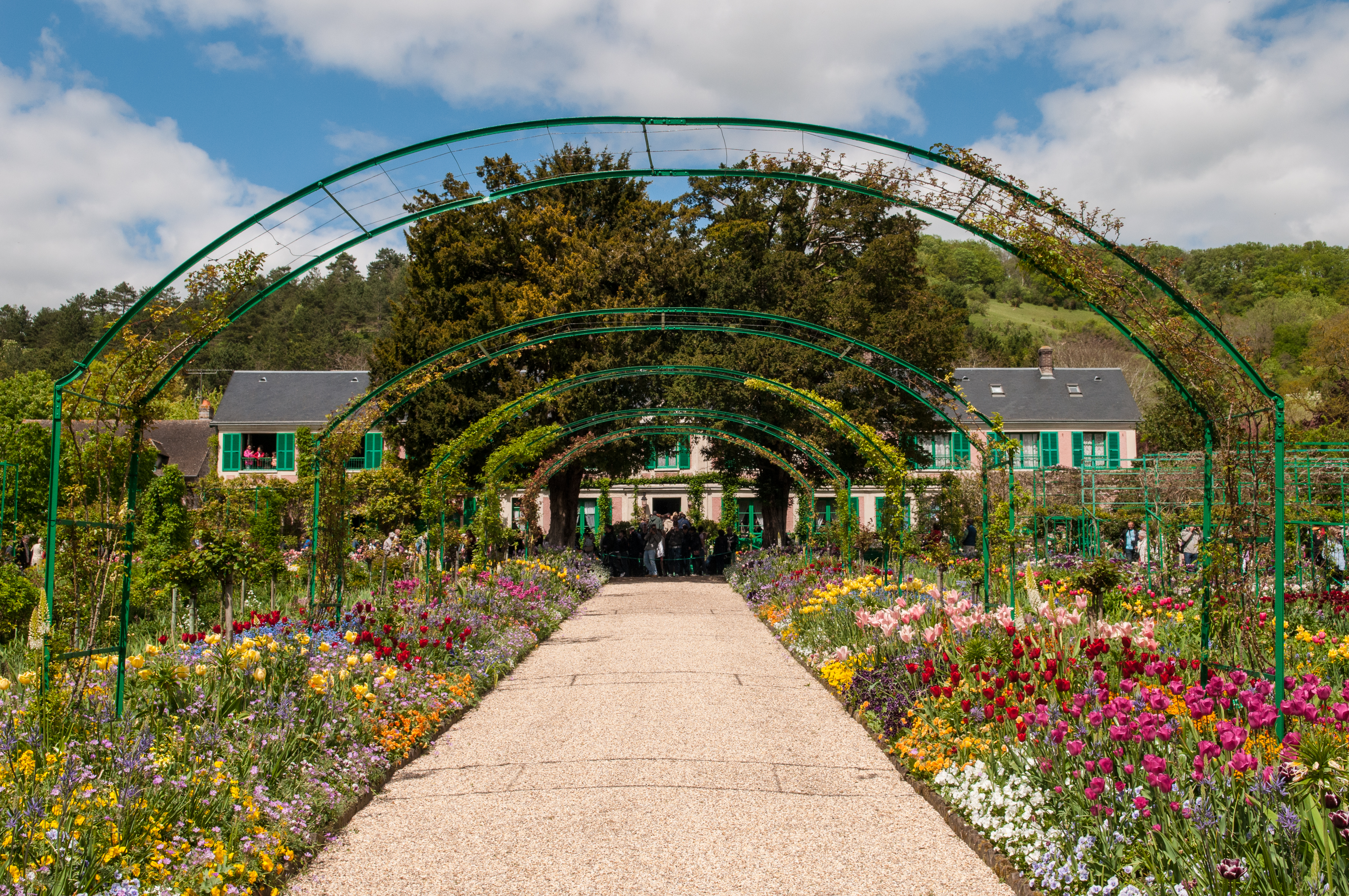
A casa e os jardins restaurados

Michel Monet morreu em um acidente de carro em 1966. Ele havia deixado a propriedade na Académie des beaux-arts. A partir de 1977, Gérald Van der Kemp, então curador do Palácio de Versalhes, desempenhou um papel fundamental na restauração da casa e jardins negligenciados, que haviam sido deixados em estado desolado. Numa tentativa de angariar fundos, ele e sua esposa Florence apelaram aos doadores americanos através da "Versailles Foundation-Giverny Inc". A partir de então, eles se dedicaram à sua restauração.
A Fundação Claude Monet foi criada em 1980, quando a propriedade foi declarada pública. Logo se tornou muito bem-sucedida e agora recebe visitantes franceses e internacionais de abril a novembro.
Quando Gérald Van der Kemp morreu em 2001, Florence Van der Kemp tornou-se a curadora da Fundação Monet e continuou a reformar a propriedade até sua morte em 2008.
Hugues Gall foi nomeado Diretor da Fundação Claude Monet pela Académie des beaux-arts em março de 2008.

## A casa
Os visitantes têm acesso a:
- O térreo: o salão azul (a sala de leitura), o "épicerie" (a despensa), a sala / estúdio, a sala de jantar e a cozinha com azulejos azuis.
- Primeiro andar: os quartos da família, incluindo o de Monet, reformado em março de 2013, o quarto de Alice Hoschedé e seus apartamentos particulares. Também visível é a sala de Blanche Hoschedé, que foi recriada em 2013 com base em arquivos e elementos existentes presentes na casa.
- O estúdio ao lado da casa, onde Monet pintou suas grandes pinturas e murais de Lótus, incluindo aqueles expostos em Paris Musée de l'Orangerie. Este estúdio é agora a loja de presentes da Fundação.

## Os jardins
Os Jardins são divididos em duas partes distintas, que foram restauradas de acordo com as especificações de Monet:
- O Clos-Normand foi inspirado na visão artística de Monet quando ele se estabeleceu em Giverny. Ele passou anos transformando o jardim em uma pintura ao ar livre viva, plantando milhares de flores em padrões retilíneos.
- Em 1893, Monet adquiriu um terreno vago do outro lado da rua, perto do Nor-Normand, que depois transformou em um jardim aquático, desviando a água do córrego Ru, um braço do rio Epte. Aquele jardim ficou famoso durante sua vida com sua série de pinturas monumentais de seus nenúfares, as ninfas. O jardim aquático é marcado pelo fascínio de Monet pelo Japão, com sua ponte verde japonesa e plantas orientais. Os agora famosos nenúfares foram cuidadosamente tratados por um jardineiro empregado para esse único propósito.

### Representações do jardim por Claude Monet

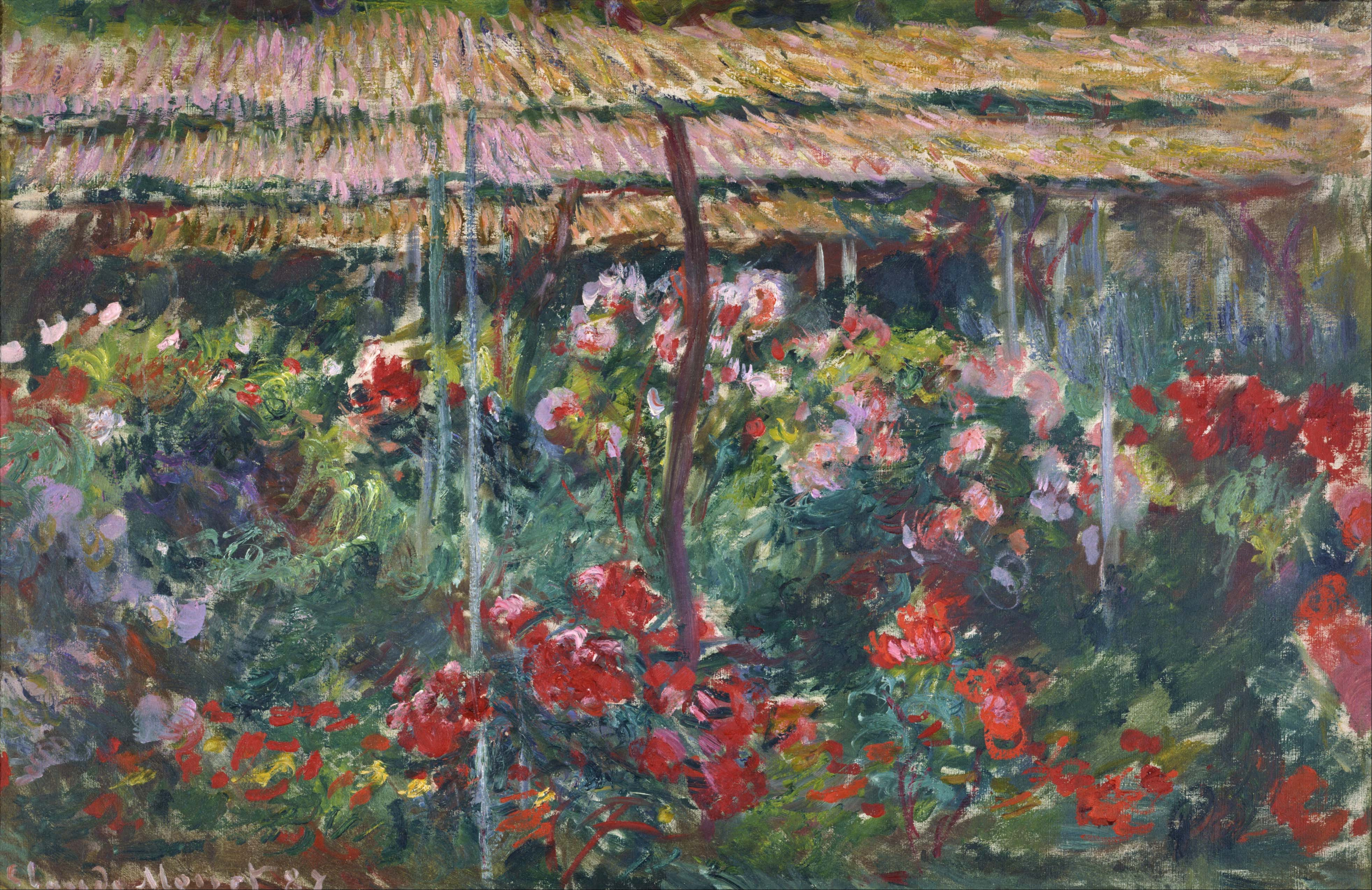
Jardin de pivoines, 1887, Museu Nacional de Arte Ocidental ( Tóquio )
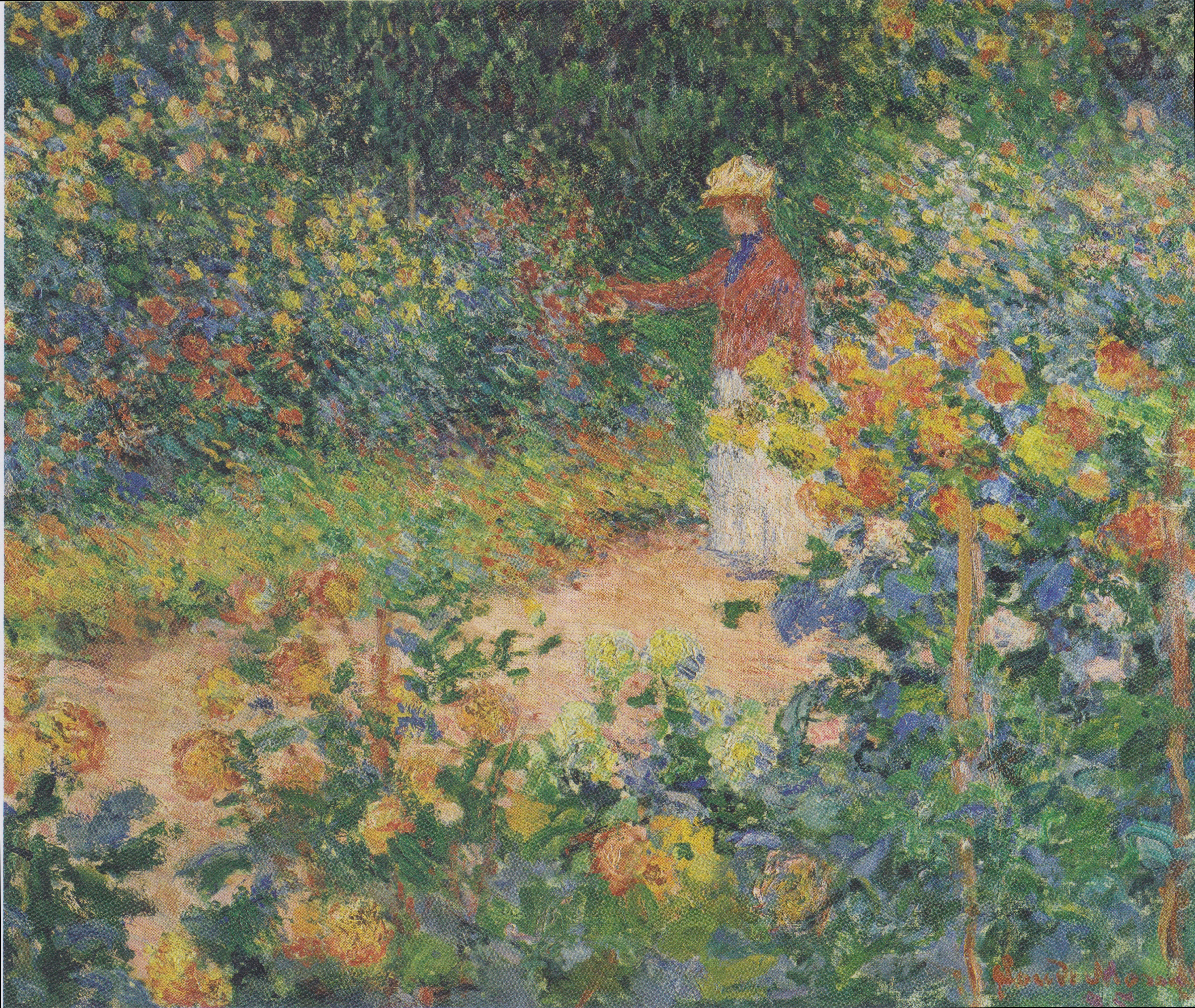
No jardim, 1895, Fundação e Coleção Emil G. Bührle ( Zurique )
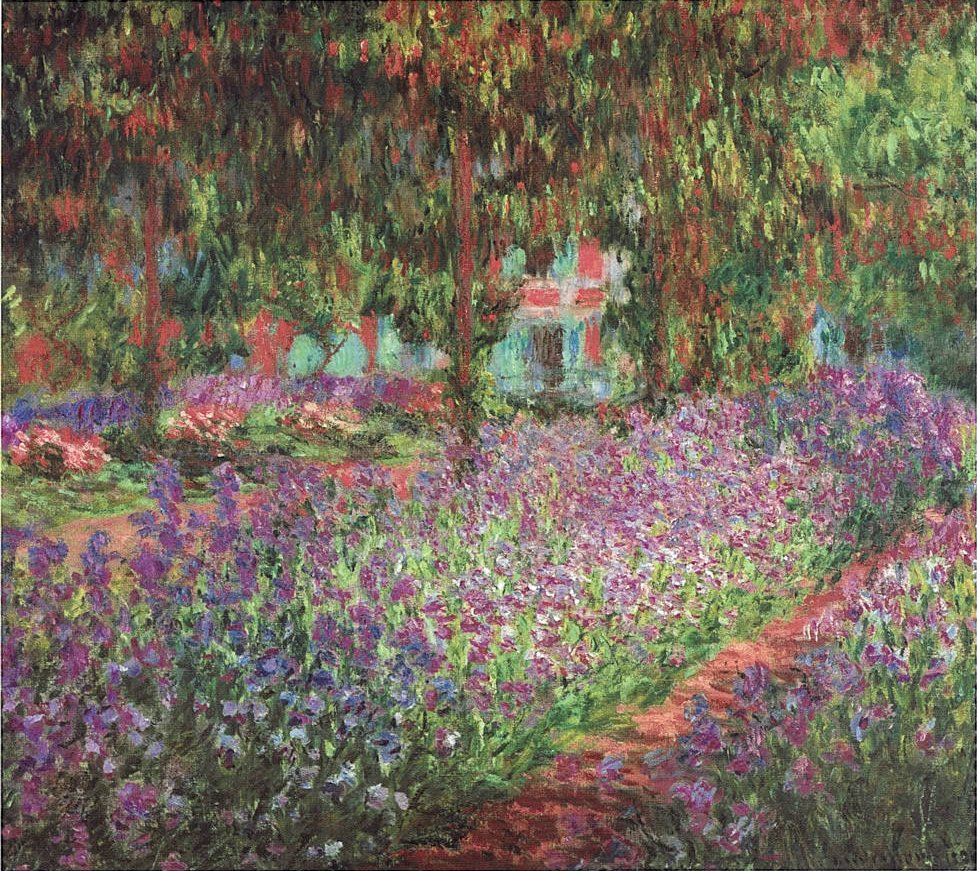
O Jardim da Arte de Giverny, 1900, Museu de Orsay, ( Paris )
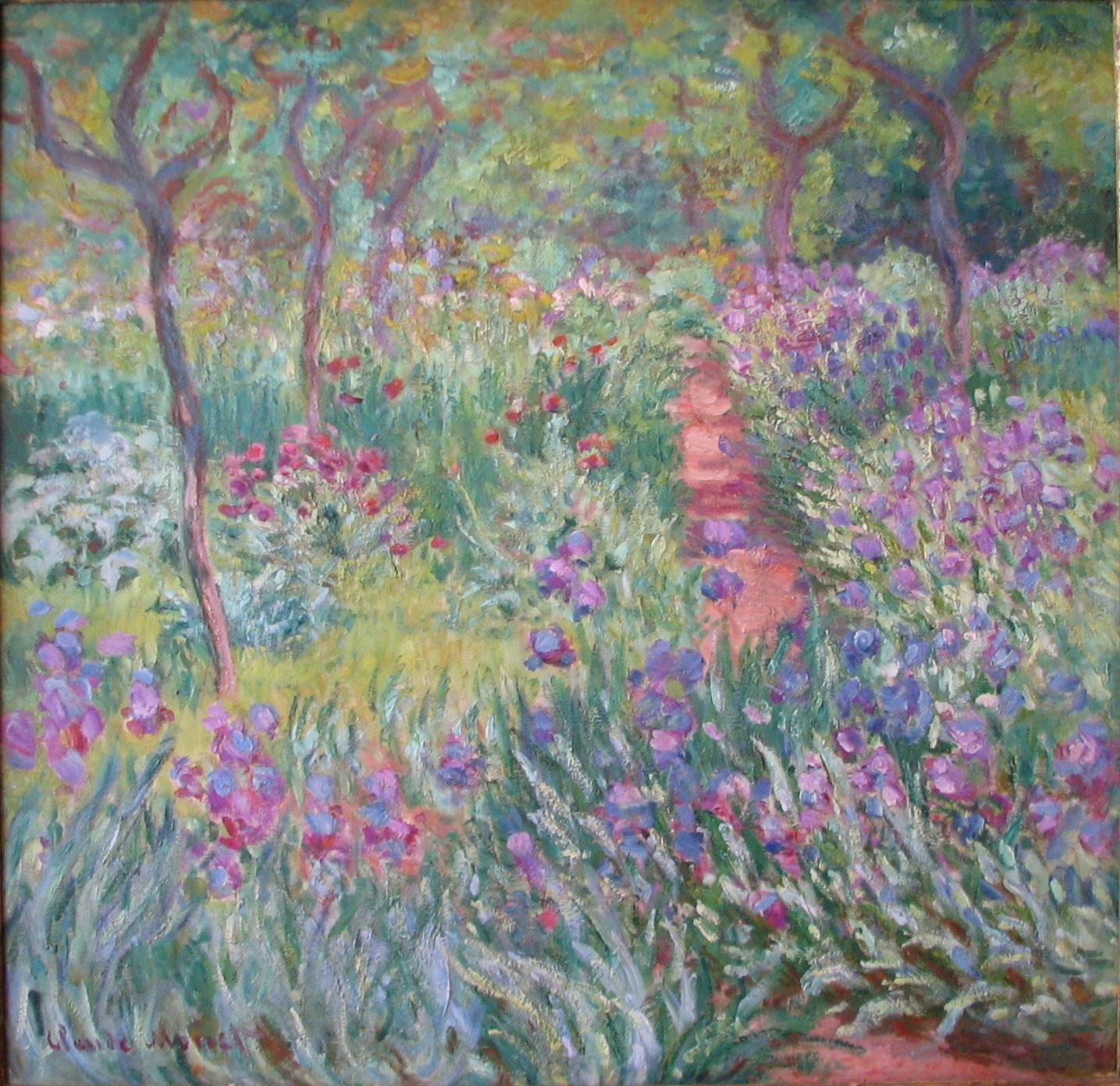
O Jardim da Arte de Giverny, 1900, Galeria de Arte da Universidade de Yale, ( New Haven )
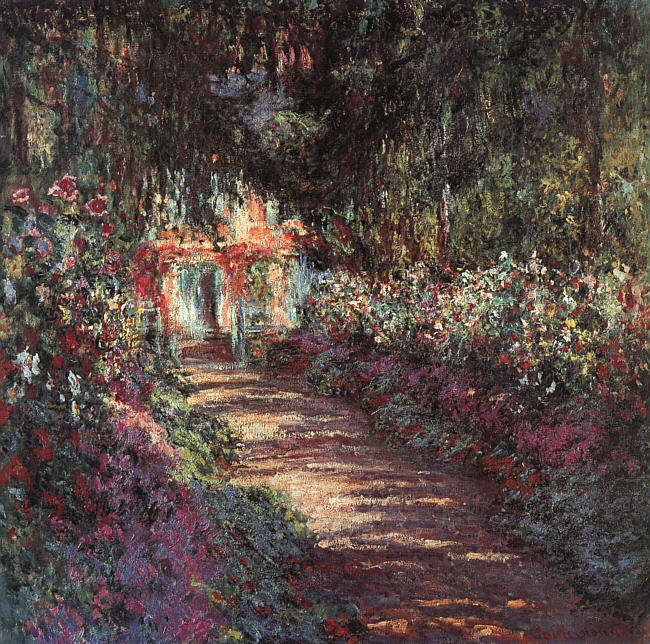
O Jardim das Flores, 1900
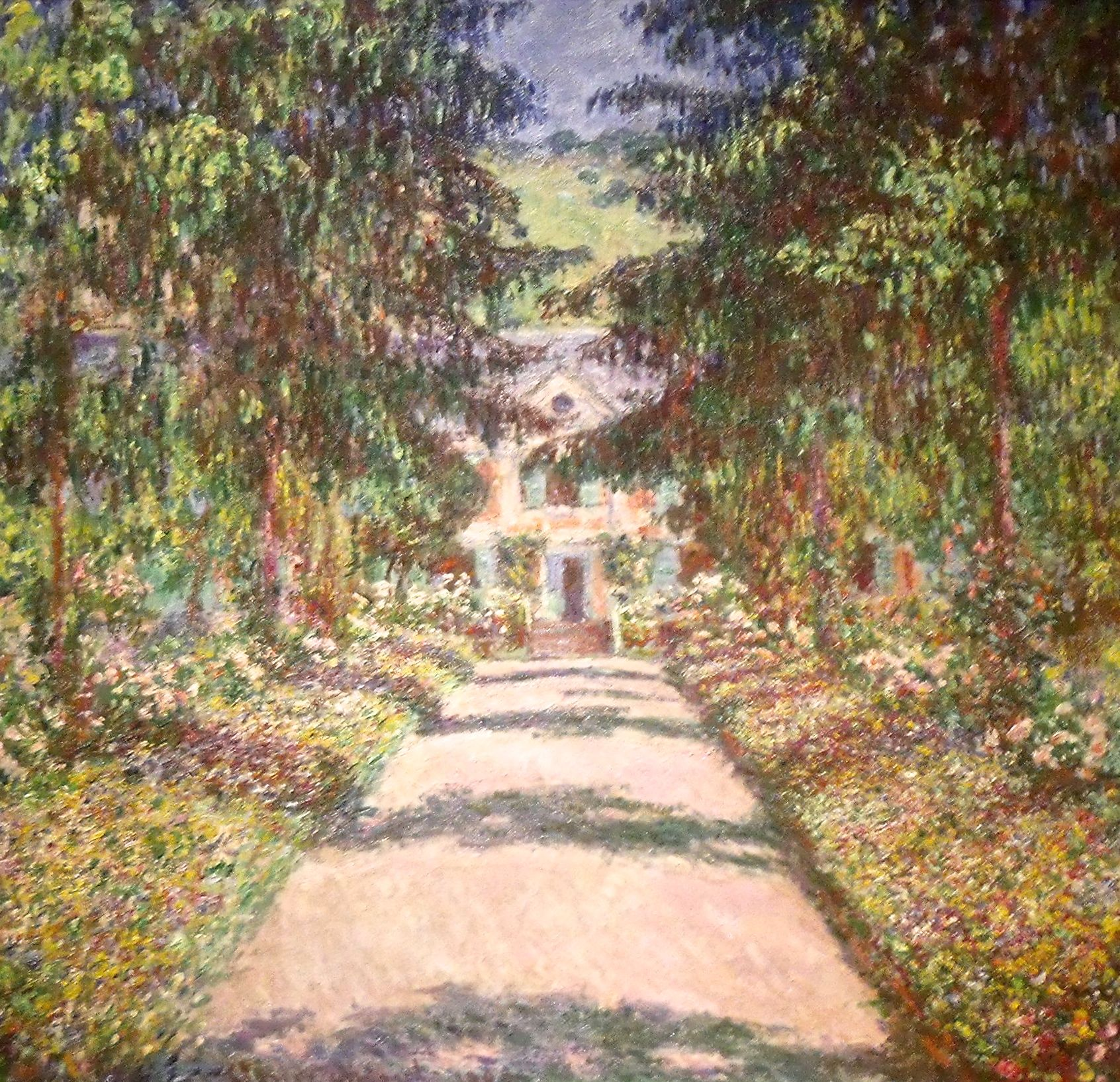
La Grande Allée de Giverny, 1900, Museu de Belas Artes de Montreal
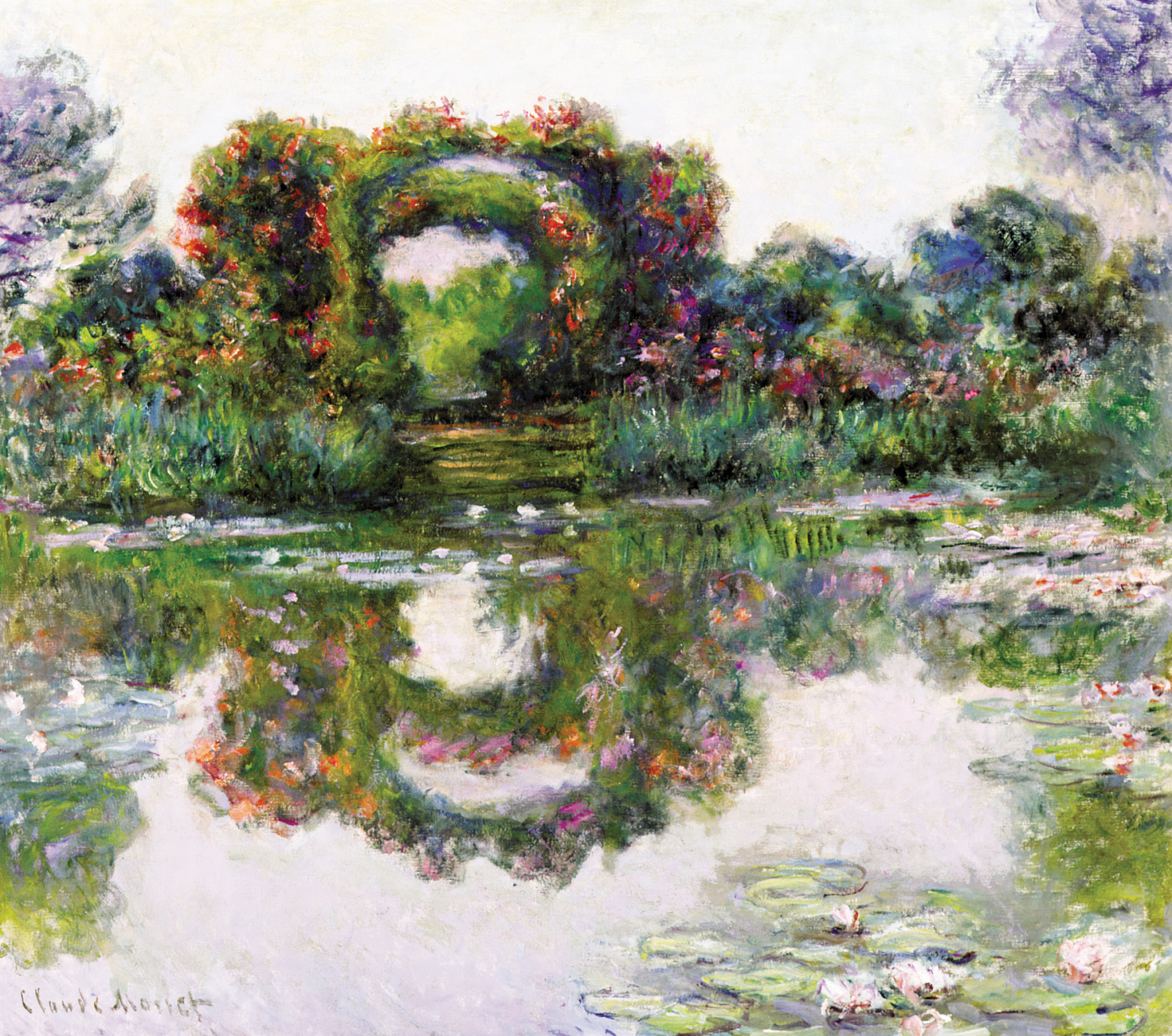
Les Arceaux fleuris, Giverny, 1913, Museu de Arte de Phoenix, Phoenix
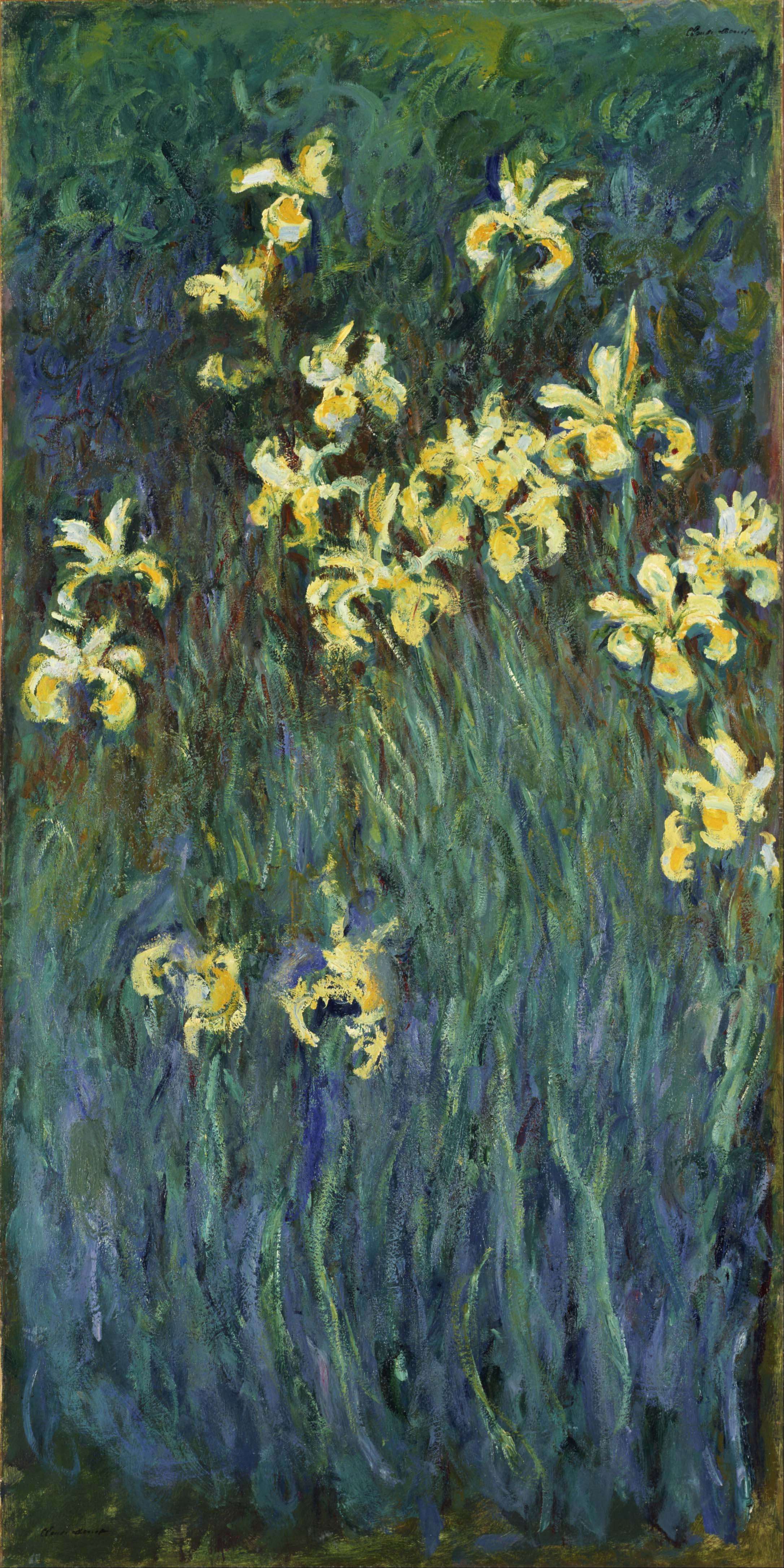
Iris jaunes, 1914, Museu Nacional de Arte Ocidental (Tóquio)
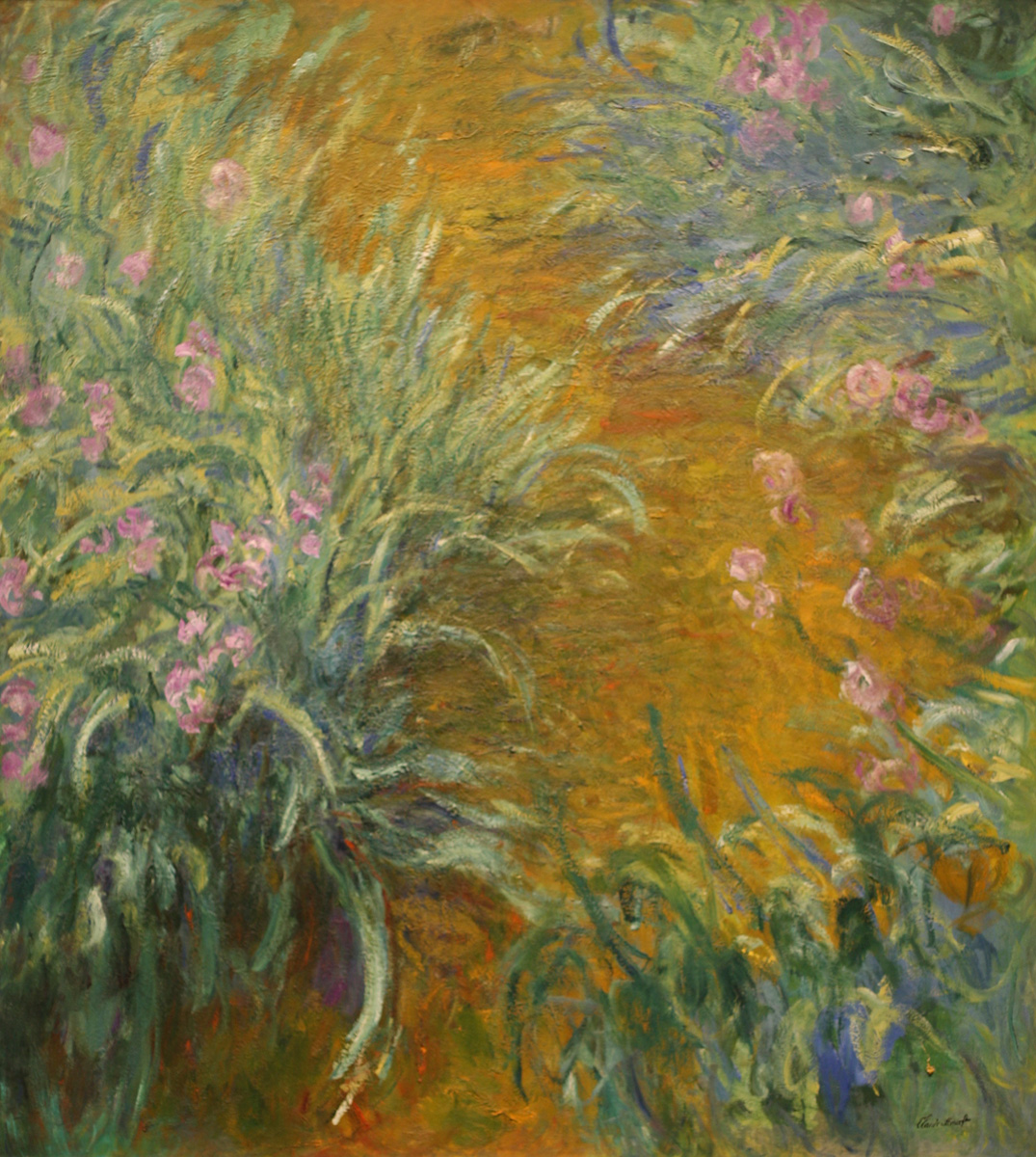
Le Chemin à atravessar a íris, 1914, Metropolitan Museum of Art ( Nova York )
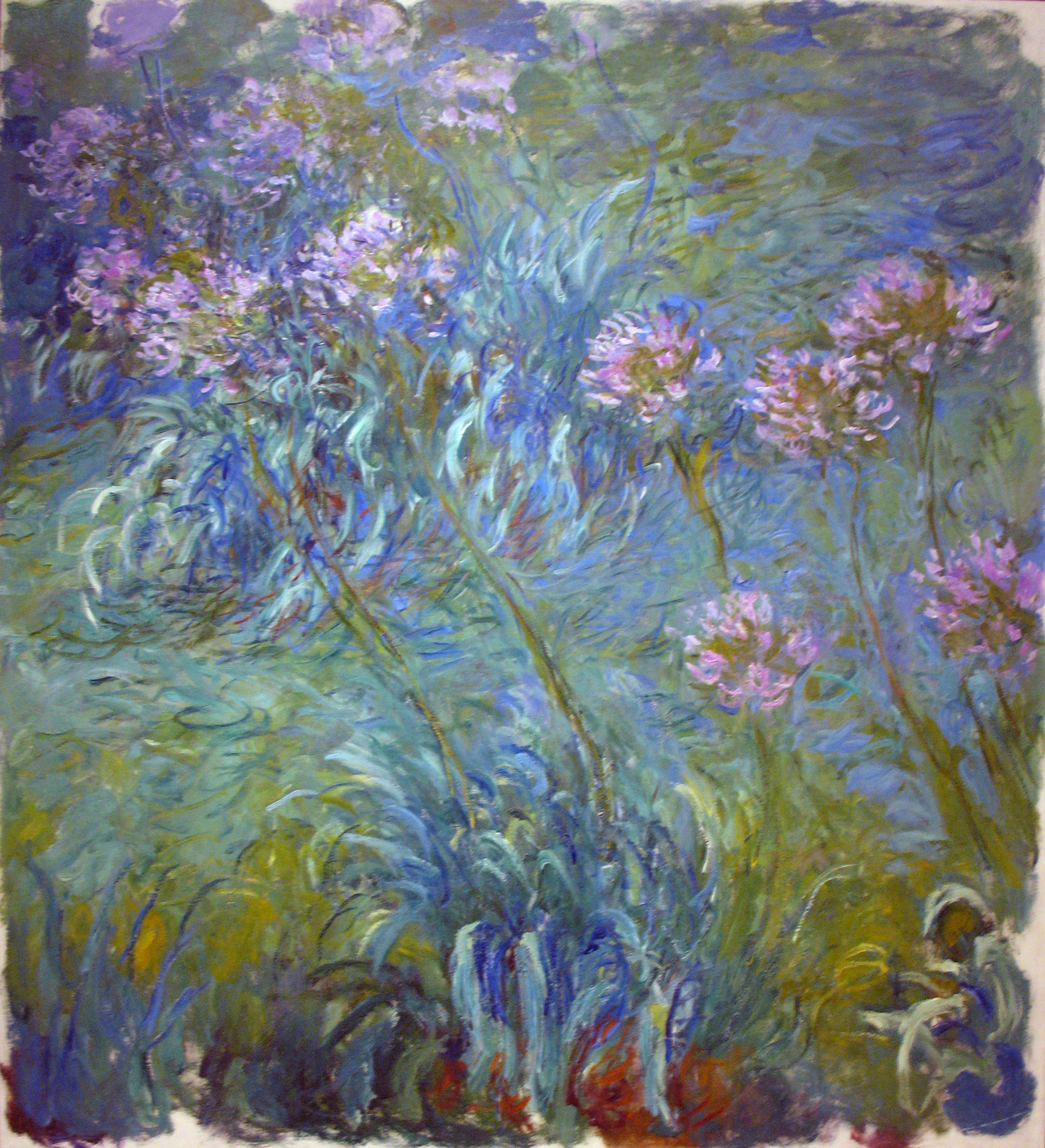
Les Agapanthes, 1914, Museu de Arte Moderna, (Nova York)
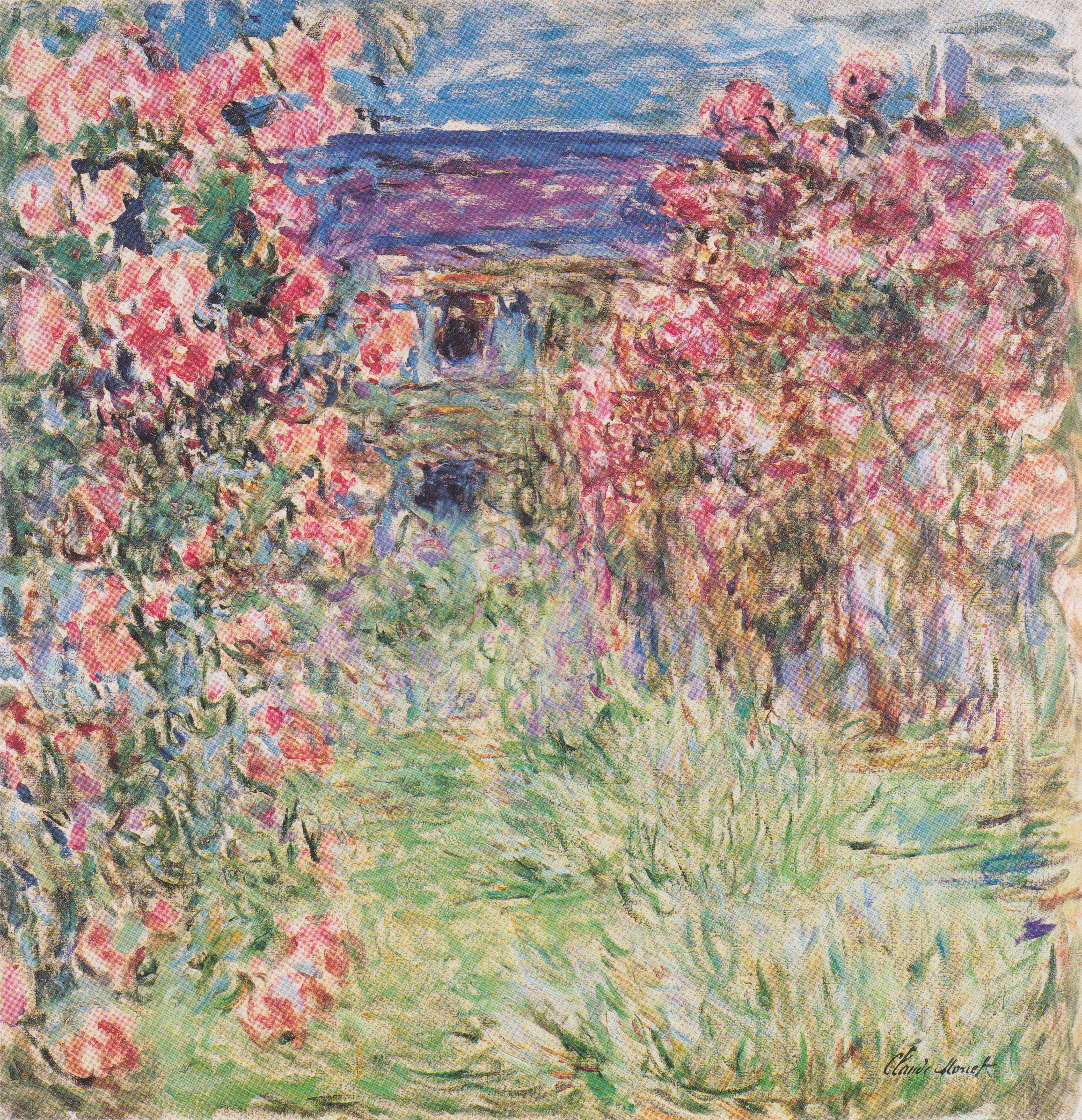
La Maison à travers les roses, 1917, Albertina, ( Viena )
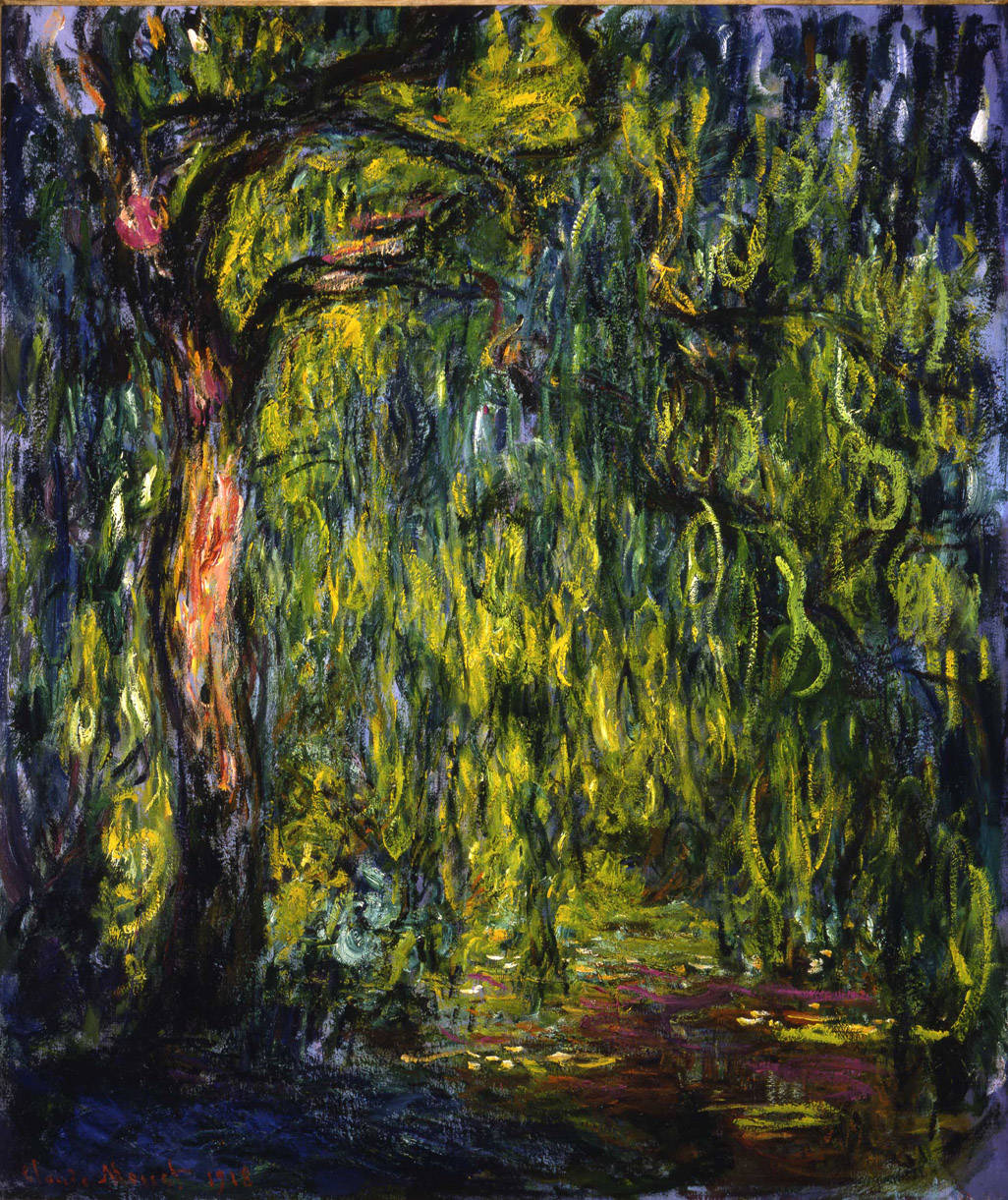
Salgueiro-chorão, 1918, Columbus Museum of Art
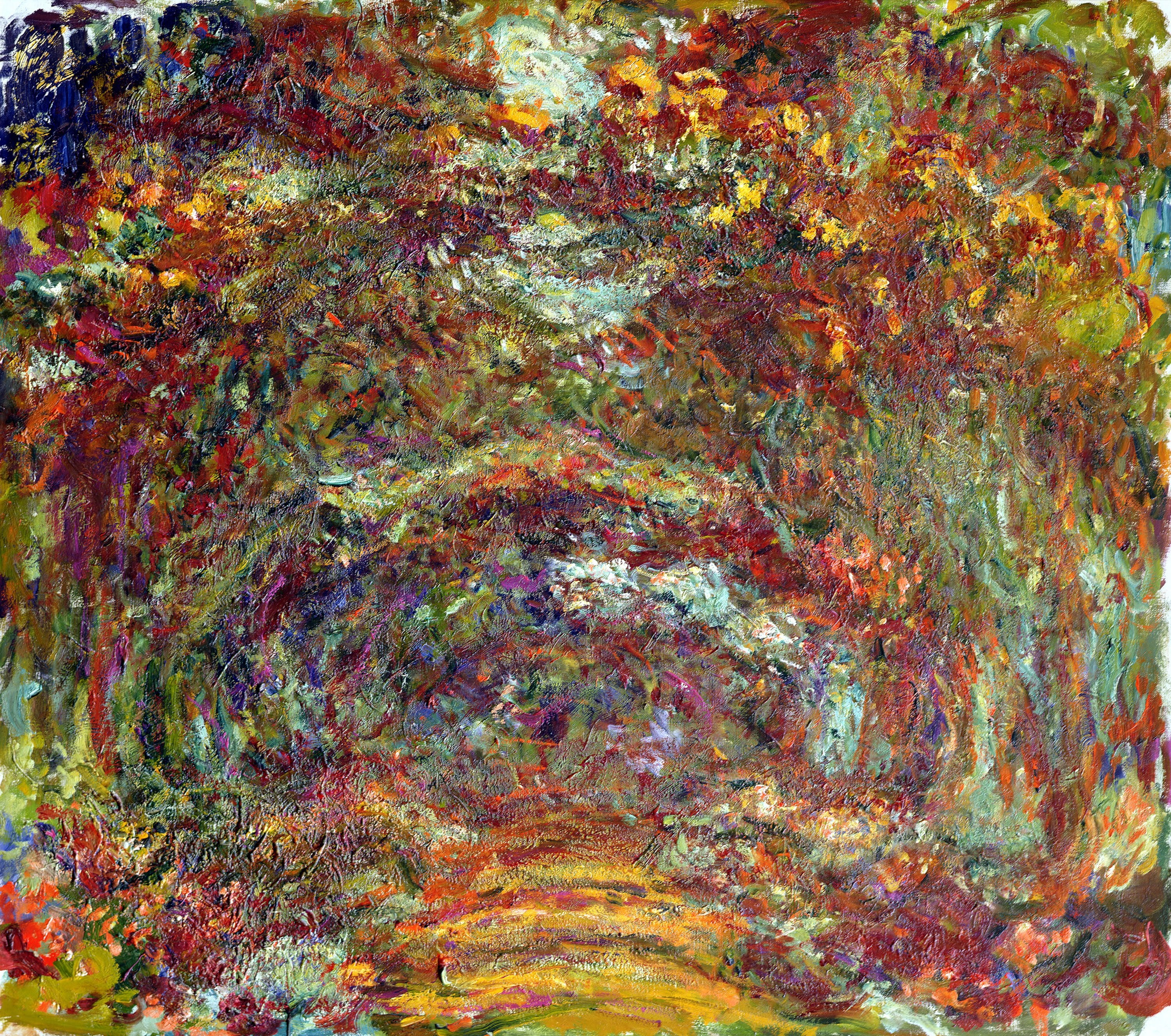
O Chemin de rosas em Giverny, 1920, Museu Marmottan (Paris)
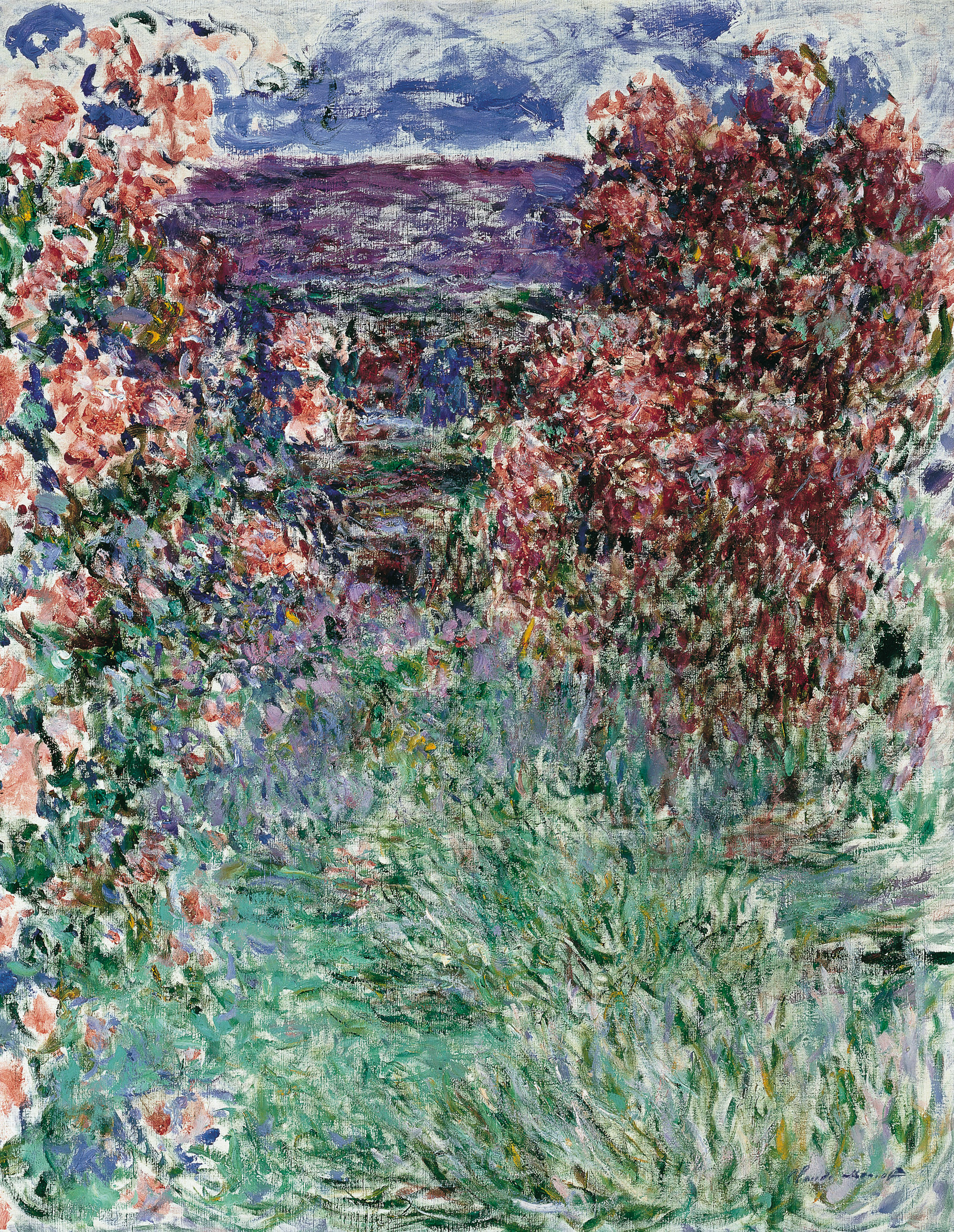
La Maison entre les roses, 1925, Museu Thyssen-Bornemisza ( Madri )
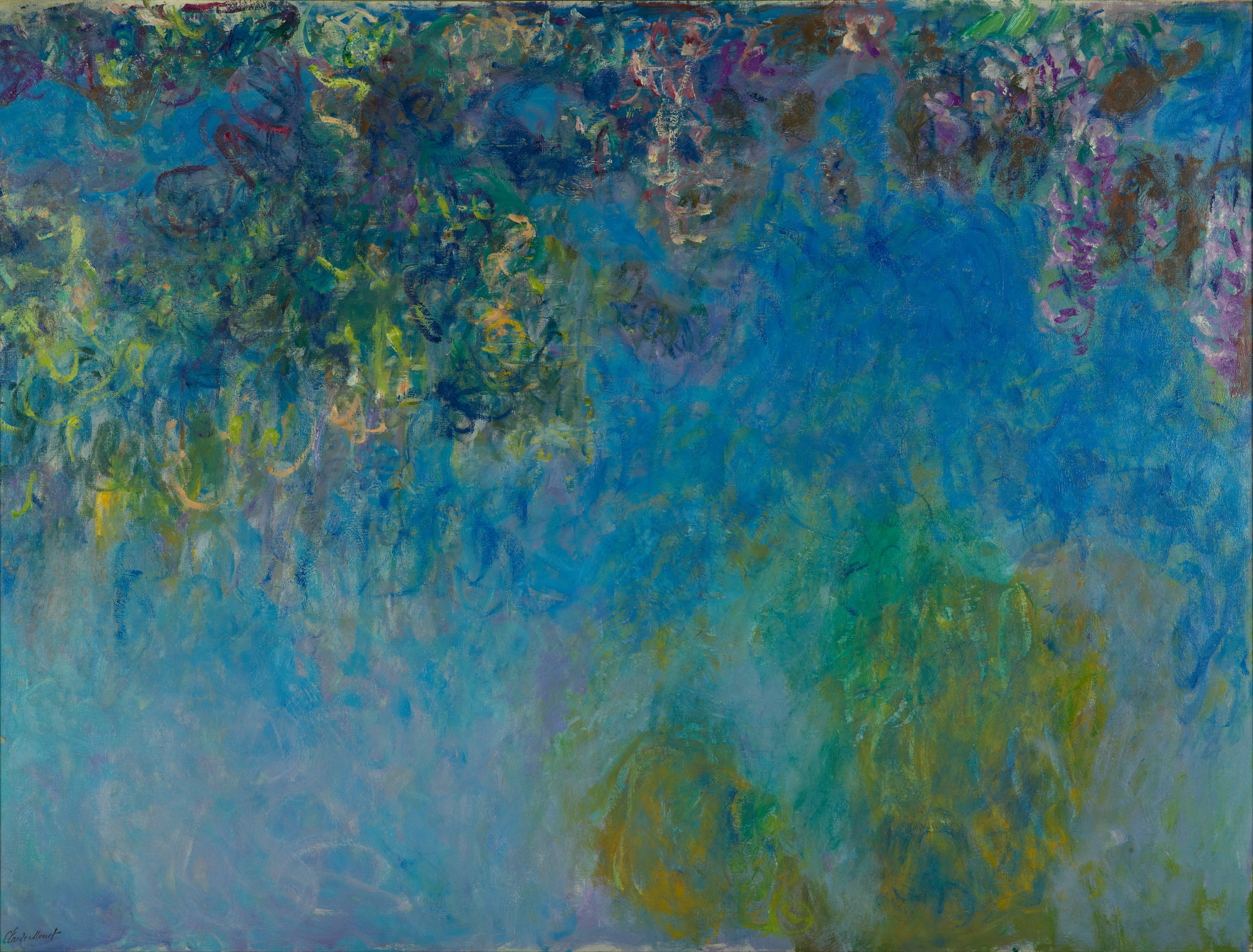
Glycine, 1925, Gemeentemuseum Den Haag ( Haia )

## A coleção de estampas japonesas
A maioria das pinturas de Monet é mantida no Museu Marmottan Monet. No entanto, a casa de Monet abriga uma coleção de mais de 200 impressões japonesas de ukiyo-e dos séculos XVIII e XIX. Entre as peças mais notáveis estão as obras de Kitagawa Utamaro (1753–1806), Katsushika Hokusai (1760–1849) e Utagawa Hiroshige (1797–1858).

## Na cultura popular
Grande parte do documentário da BBC de 2006, The Impressionists, contado do ponto de vista de Claude Monet, foi filmado na casa, nos jardins e no lago.